# Quadre Lollis
Quadre Michael Lollis (ur. 12 kwietnia 1973 roku w Gary, Indiana, USA) – amerykański koszykarz.

## Osiągnięcia
NCAA
- Lider NCAA w skuteczności rzutów z gry (1996)[1]

Klubowe
- Ülkerspor
  -  mistrz Turcji w 2001
  - zdobywca Pucharu Prezydenta Turcji w 2001, 2002
  - lider ligi tureckiej w skteczności w rzutach osobistych w 2002 (66,5%)
- ALBA Berlin
  -  mistrz Niemiec w 2001
  - zdobywca Pucharu Niemiec w 2003, 2006
- AEK Ateny
  - wicemistrz Grecji w 2005

Indywidualne
- Obrońca roku niemieckiej ligi BBL (2003)